# كنيسة (مقر متحف جرجيس)
 كنيسة (مقر متحف جرجيس)  هو معلم أثري تونسي مصنف من قبل المعهد الوطني للتراث يقع في ولاية مدنين في الجنوب الشرقي التونسي، تحديدا في مدينة جرجيس تم تصنيف المعلم في يوم 1 سبتمبر 2000 .

## مقالات ذات صلة
- قائمة المعالم الأثرية المصنفة في تونس